# Giải vô địch đua xe tăng thế giới 2020
Giải vô địch đua xe tăng thế giới 2020 được tổ chức từ ngày 23 tháng 8 đến ngày 5 tháng 9 cùng năm tại thao trường Alabino, Moskva, Nga trong khuôn khổ Hội thao quân sự quốc tế lần thứ VI. Các đội tuyển đến từ 16 quốc gia và vùng lãnh thổ gồm Abkhazia, Azerbaijan, Belarus, Việt Nam, Kazakhstan, Qatar, Kyrgyzstan, Trung Quốc, Lào, Myanmar, Cộng hòa Congo, Nga, Serbia, Tajikistan, Uzbekistan, Nam Ossetia sẽ tham gia cuộc thi. Như thường lệ, Belarus và Trung Quốc sẽ tham dự với hai loại xe tăng do chính họ chế tạo là T-72 (phiên bản cải tiến) và Type-96B. Các đội tuyển Abkhazia, Qatar, Cộng hoà Congo, Nam Ossetia sẽ có lần đầu ra mắt tại cuộc thi.
Các đội tham dự được chia thành hai bảng đấu riêng biệt.
Bảng 1 gồm Azerbaijan, Serbia, Trung Quốc, Belarus, Nga, Kazakhstan, Kyrgyzstan và Uzbekistan.
Bảng 2 gồm Qatar, Việt Nam, Nam Ossetia, Myanmar, Cộng hoà Congo, Tajikistan, Abkhazia và Lào.
Với kết quả của cuộc thi năm ngoái, năm nay sẽ không có bất cứ đội tuyển nào bị rớt hạng, lý do là bởi đội đã xếp chót bảng 1 năm đó là Iran đã xin rút lui và không tham dự giải năm nay do dịch Covid-19, dù vậy vẫn sẽ có đội được thăng hạng đó là đội tuyển Uzbekistan sau khi họ đăng quang ở bảng 2 cùng năm.
Một lần nữa, đội chủ nhà Nga đã giành chức vô địch ở bảng 1, kéo dài sự thống trị của họ ở cuộc thi. Trong khi đó đội tuyển Việt Nam sẽ có lần đầu tiên giành quyền lên chơi bảng này sau khi họ xuất sắc giành chiến thắng trong trận chung kết bảng 2, họ sẽ thế chỗ của Kyrgyzstan, đội đã xếp chót bảng 1 năm nay ở cuộc thi năm sau.

## Các đội tuyển tham dự cuộc thi
- Azerbaijan
- Belarus
- Việt Nam
- Kazakhstan
- Kyrgyzstan
- Trung Quốc
- Lào
- Myanmar
- Nga
- Serbia
- Tajikistan
- Uzbekistan

### Ra mắt
- Abkhazia
- Qatar
- Cộng hoà Congo
- Nam Ossetia

### Vắng mặt
- Armenia
- Angola
- Venezuela
- Zimbabwe
- Iran
- Cuba
- Kuwait
- Mông Cổ
- Syria
- Sudan
- Uganda

## Cuộc đua cá nhân (vòng loại)
|            |            |            |            |
| Azerbaijan | Serbia     | Trung Quốc | Belarus    |
| Nga        | Kazakhstan | Kyrgyzstan | Uzbekistan |

|                |            |             |         |
| Qatar          | Việt Nam   | Nam Ossetia | Myanmar |
| Cộng hoà Congo | Tajikistan | Abkhazia    | Lào     |

## Các đội vào chung kết
Bảng 1 - Nga, Trung Quốc, Belarus, Azerbaijan
Bảng 2 - Tajikistan, Việt Nam, Lào, Myanmar

## Các đội giành huy chương
Bảng 1
Vàng  - Nga
Bạc  - Trung Quốc
Đồng  - Belarus
Bảng 2
Vàng  - Việt Nam
Bạc  - Lào
Đồng  - Tajikistan